# ナッソー協定
ナッソー協定（ナッソーきょうてい、英語: Nassau Agreement）は、1962年12月22日、アメリカ合衆国大統領ジョン・F・ケネディとイギリス首相ハロルド・マクミランとの間で取り交わされた二国間協定。1960年代におけるイギリスの核抑止力の基礎として計画されていたスカイボルト・ミサイルの開発中止にそなえて、バハマで3日間にわたってケネディとマクミランの間で開かれた会談の結果である。この協定のもと、アメリカはイギリスに対して核弾頭搭載可能なポラリス・ミサイルを供給し、それと引き換えにイギリスはグラスゴー近郊のホーリー・ロッホにアメリカ海軍の原子力潜水艦のための基地をリースした。この協定により、イギリスのポラリス・ミサイルは北大西洋条約機構（NATO）における「多角的核戦力」の一部ではあるが、「最高度の国益」が関わる際にのみ独立して使用されることが明らかにされた。

## 背景

### スカイボルト

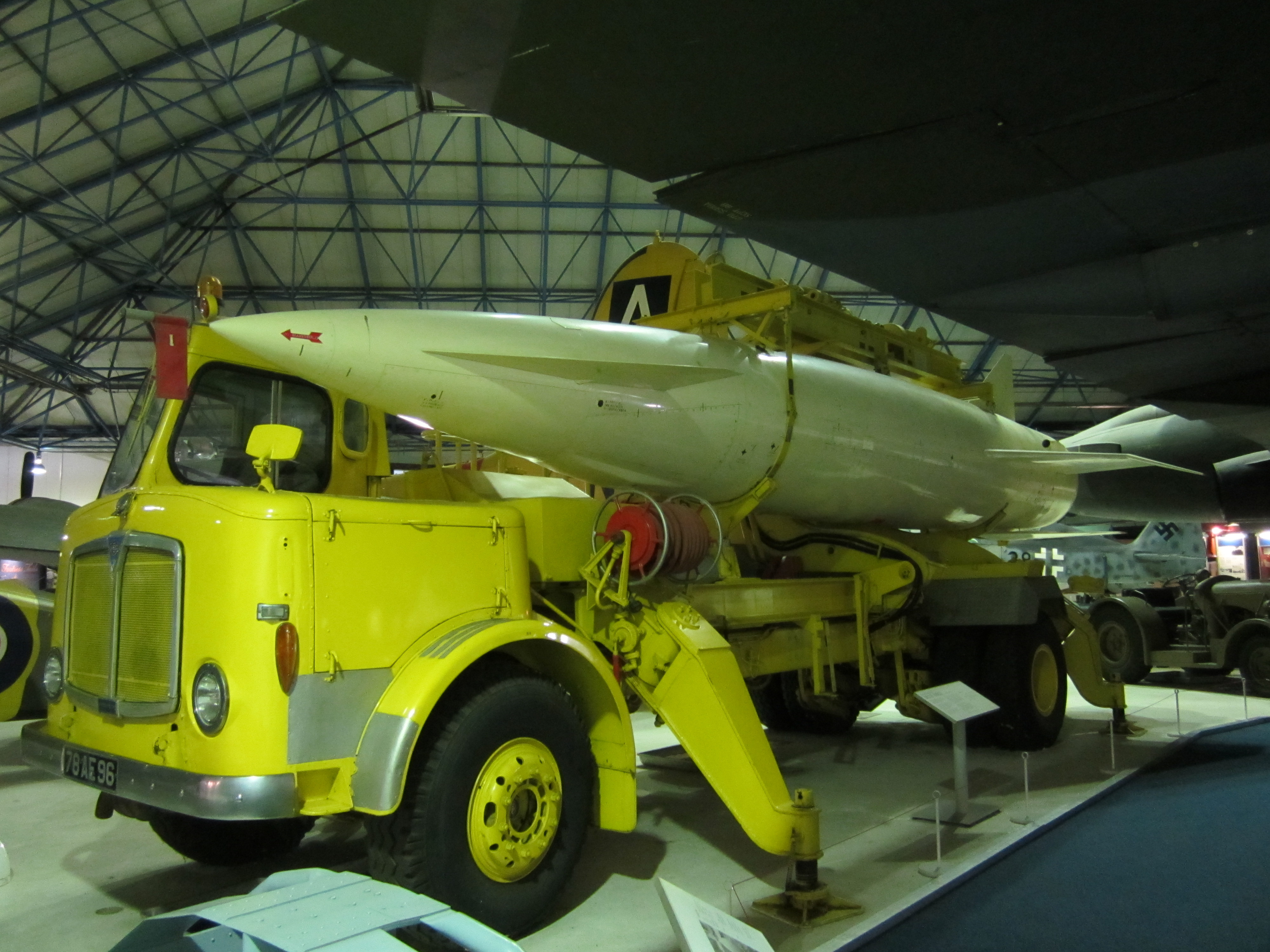
ブルースチール空中発射巡航ミサイル

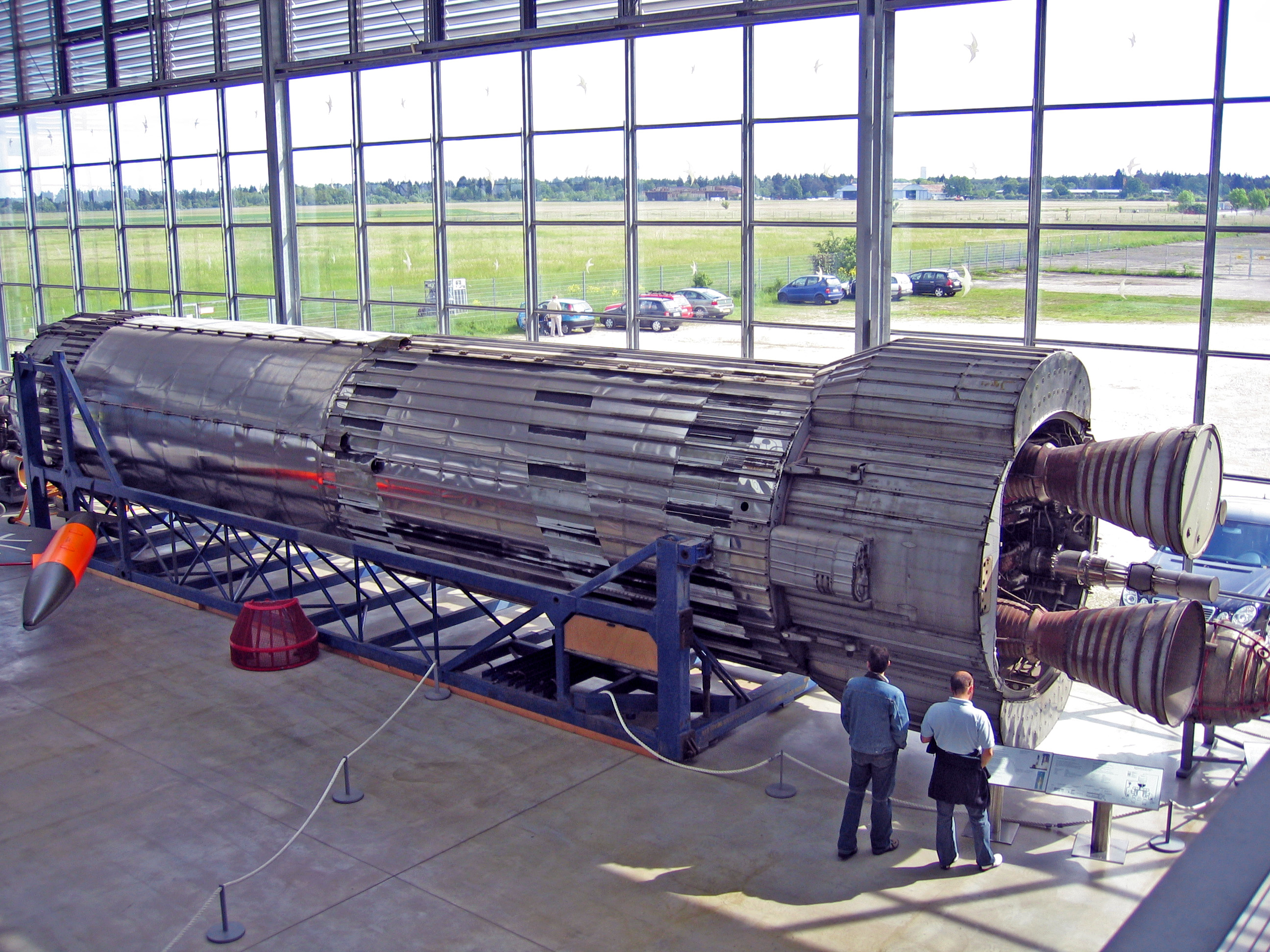
ブルーストリーク中距離弾道ミサイル

1950年代を通じて有人爆撃機は核兵器を運搬する主要な手段であり続けた。イギリスの核開発計画においても同様に、3V爆撃機戦力によって核兵器を運搬するものとされ続けた。しかしながら、1950年代後半に有効な地対空ミサイルが登場したことにより、有人爆撃機と自由落下式核爆弾による戦略核戦力はその有用性を大きく損なうことになった。イギリスは当初、この問題をブルースチール巡航ミサイルおよびブルーストリーク中距離弾道ミサイルによって解決しようとした。しかしどちらの兵器にも問題があり、ブルースチールは、真に効果的であるためには射程が短過ぎるうえ、酸化剤に高濃度過酸化水素を使うことから維持が困難であった。一方のブルーストリークはソビエトの爆撃機ないし弾道ミサイルによる攻撃にさらされるという問題があり、その発射サイロを秘匿するにはブリテン島は狭すぎた。
よりよい解決策として登場したのが、アメリカのスカイボルト・システムの導入であった。スカイボルトはブルーストリークの射程とブルースチールの可搬性を備えており、ヴァルカン爆撃機に2基を搭載できるほど小型であり、3V爆撃機におよるイギリスの抑止能力を大幅に改善することが見込まれた。1960年、マクミランはアメリカ大統領ドワイト・アイゼンハワーからスカイボルトを購入する許可を得た。

### アメリカ側の関心
来るべきケネディ政権はアメリカとイギリスの特別な関係に異なる意見を持っていた。特にロバート・マクナマラはイギリスが独立した核戦力を持つことに反対していた。アン・アーバーでの1962年6月16日の演説で、マクナマラは次のように述べた、「限定された核能力、作戦上の独立性は、危険で高価、陳腐化しやすく、抑止力としては信頼性を欠いている」。さらに、「相対的に弱い国家の核戦力とその標的としての敵国の都市は、抑止の機能すら実現し得ない」。ディーン・アチソンはさらに辛辣であり、ウエスト・ポイント士官学校での演説で次のように述べた。「イギリスは帝国を失い、もはや役割を見つけられないでいる。独立したパワーとしての役割を演じようとする企て、すなわちヨーロッパから隔たり、アメリカとの『特別な関係』に基づく役割などもう時代遅れなのだ」。
ケネディ政権はスエズ危機の様に、ソビエトの反応をまたもや誘発するような状況が再発するのを懸念していた。イギリスの抑止力を信頼できないと見なすのであれば、アメリカの対応を必要とするような攻勢が続くかもしれなかった。アメリカは、イギリスの核戦力を、自国を望まれざる戦争に引きずり込む潜在的な目標と見ていた。アメリカが考案したのは、イギリスに「多角的核戦力」、すなわち両国が同意するときにのみ使用できる「二重の鍵」配置を強要することであり、それによってイギリスの戦力を確実な標的としては縮減もしくは除去することであった。両国の兵器が単一の戦力の一部であれば、その核戦力を攻撃するには、イギリスとアメリカ両方への攻撃を必要とするため、攻撃の成算はいっそう見込みがたいものになる。アメリカはまた、イギリスに引き続いて独自の抑止戦力を開発しようとする他国が欲し、同盟国間での核拡散が導かれることを恐れていた。抑止力が大規模な国際的戦力によって提供されるのであれば、個々の戦力の必要性は減じられてしまうであろう。
初期の試射が失敗したことで、スカイボルトはテストの早い段階で信頼できないことが判明した。アメリカはもはやスカイボルトを必要としなかったが、それというのも改良型のサイロ配置型ミサイルとポラリス潜水艦発射弾道ミサイル（SLBM）により、アメリカの反撃能力は大幅に脆弱性を減じていたからである。SLBMは空中発射型ミサイルに比べて大きく有利であって、より大きな範囲を移動させることができ、数時間単位ではなく数ヶ月単位の待機時間を得ることができた。もうひとつの長射程・中精度兵器であるスカイボルトは、それらの兵器の有用な能力になんら付け加えるところが無かった。
一方でイギリスは、スカイボルトに注力するために他のあらゆるプロジェクトをキャンセルしていた。このことが意味するのは、アメリカにとってはスカイボルト開発を継続することにほとんど利点がないが、同時にスカイボルト開発をキャンセルすることは、イギリスを多角的核戦力に引き込むきわめて強力な政治的道具になるということであった。しかしながら、アメリカはイギリスがとるであろう反応を予測することができなかった。

## スカイボルト危機

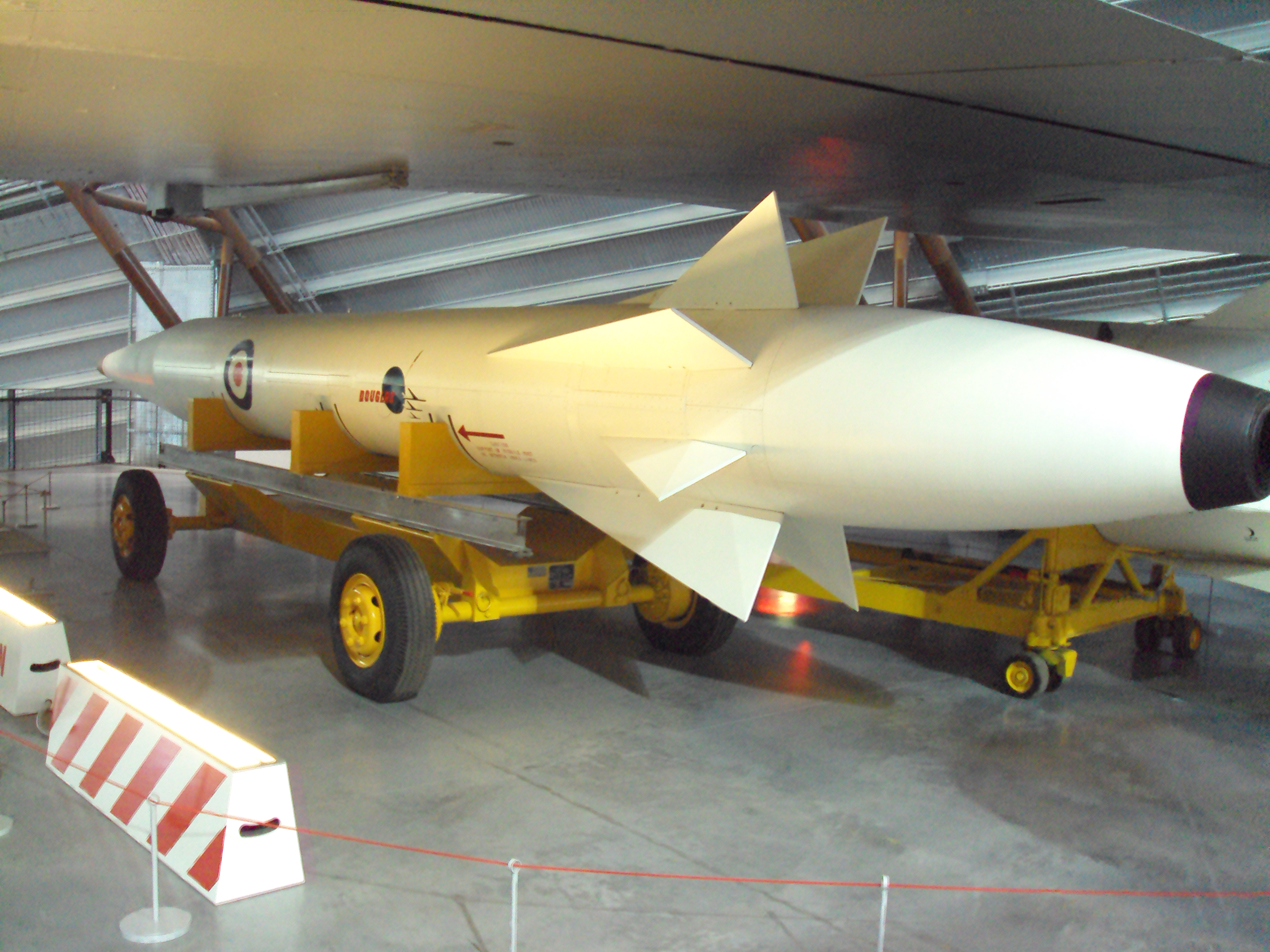
イギリス空軍博物館に展示されているスカイボルト・ミサイル

1962年11月遅く、アメリカはスカイボルト中止の可能性という話題を初めて明らかにした。12月初めには同じメッセージを携えて、マクナマラはロンドンを訪れた。これらの議論はイギリス国防相ピーター・ソニークロフトによってイギリス下院に報告され、抗議の嵐を引き起こした。ソニークロフトは、最初の5回のテストがすべて失敗したためアメリカが懸念を抱いていることを指摘したが、空軍准将アーサー・ハーヴェイは、代替選択肢として提案されているポラリスも開発段階では13回の失敗に見舞われていることを直ちに指摘した。ハーヴェイはさらにこう述べた。「イギリスの核抑止力を維持しようとする者たちのなかには、アメリカの動向のいくらかにひどく疑いを抱いている者がいる。曰く、イギリス人がアメリカに小突き回されるのはうんざりだ、と」。ジョー・グリモンドは「これは独立した抑止力という政策の完全な失敗を表しているのではないか？イギリス保守党を含めて世界中の誰もがそう分かっているのではないか？」と記した。

## 両国首脳の会談
イギリスで危機が沸騰しつつあるころ、マクミランとケネディは緊急会談をナッソーで開いた。12月18日夜、マクミランとケネディは彼ら自身だけで歩きながら個人的な会話を交わした。その日の朝、ロンドンでは保守党下院議員の3分の1近い103人が、イギリスが独立した核戦力を維持することを確約するようマクミランに要求する提議に署名していた。
翌日、会談冒頭の報告で、マクミランは原子爆弾の開発へのイギリスの貢献を述べ、アメリカが止めようとしてもイギリスは独立した核戦力を持ちつづけると断言した。アメリカが技術共有の合意を引き上げれば、まさにマクナマラを悩ませる問題であるところのイギリスの核戦力の完全な独立となるであろう。
ほどなくして、イギリスがポラリスを購入し、イギリス製の弾頭を装備するが二重の鍵はなしとするという新たな案が考え出された。空軍から海軍へ大幅に管理が委譲されるとはいえ、イギリスは独立した抑止力を維持する。ポラリスは、イギリスの必要性に対してより適したシステムであり、大きな「特ダネ」であり「世紀の大安売り」とも言われた。イギリス空軍はWE.177核爆弾を装備したV爆撃機、後にトーネード IDSによる戦術核能力を維持した。
イギリスに多角的核戦力を強要するというアメリカ本来の政策は、ポラリス売却の決定により失敗したことが明らかになった。痛打を受けたケネディは、この一件に関して詳細な報告をするようリチャード・ニュースタットに依頼し、教訓を学んだ。ジャクリーン・ケネディ・オナシスは、ケネディが最初のリポートを読み次のようにコメントしたと回想している。「私の人生がどんなものか知りたければ、これを読むことだ」。後に、リポートは1990年代に機密解除され、Report to JFK: The Skybolt Crisis in Perspectiveとして出版された。

## ポラリス売却協定

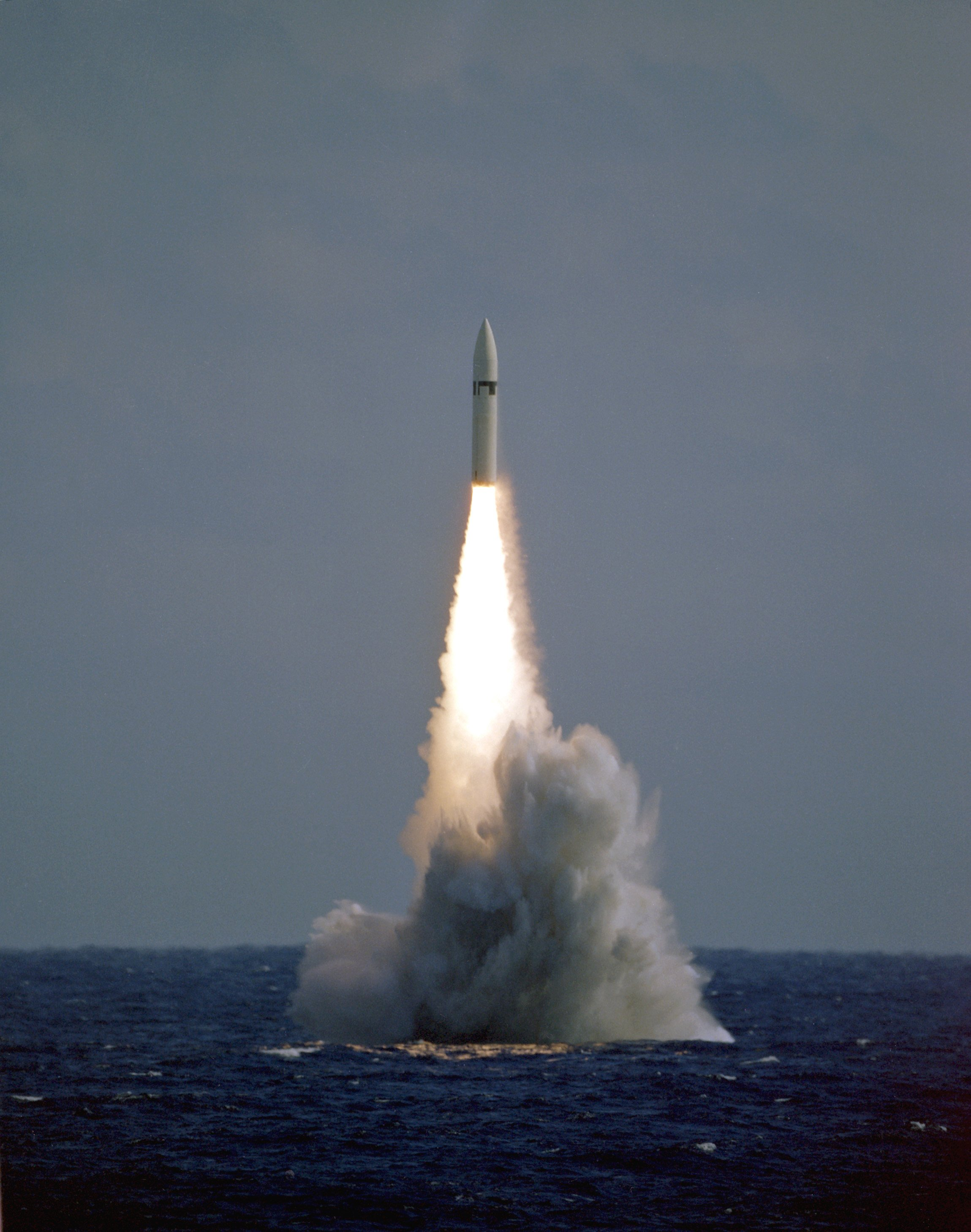
ポラリス・ミサイル発射の瞬間

1962年12月18日に署名されナッソー協定にもとづいてポラリス・ミサイル・システムをイギリスに供給するため、アメリカとイギリスの間でポラリス売却協定（Polaris Sales Agreement）が締結された。ポラリス売却協定は1963年4月6日に署名に至った。
アメリカはイギリスにポラリス・ミサイル、発射筒、および火器管制システムを売却し、イギリスは搭載する弾頭と潜水艦を製作する。引き換えにアメリカは、ミサイルの使用に関してアメリカからいくらかの保証を得たが、しかしながら、イギリスの核兵器使用に対する拒否権は得られなかった。イギリスのポラリス潜水艦はレゾリューション級原子力潜水艦で、1968年に最初の1隻が就役した。ポラリス・システムは「シェヴァリーン」と呼ばれるイギリスの設計による寿命延長プログラムを受け、弾頭数を減じて防御手段を追加した。

### トライデント・ミサイル売却

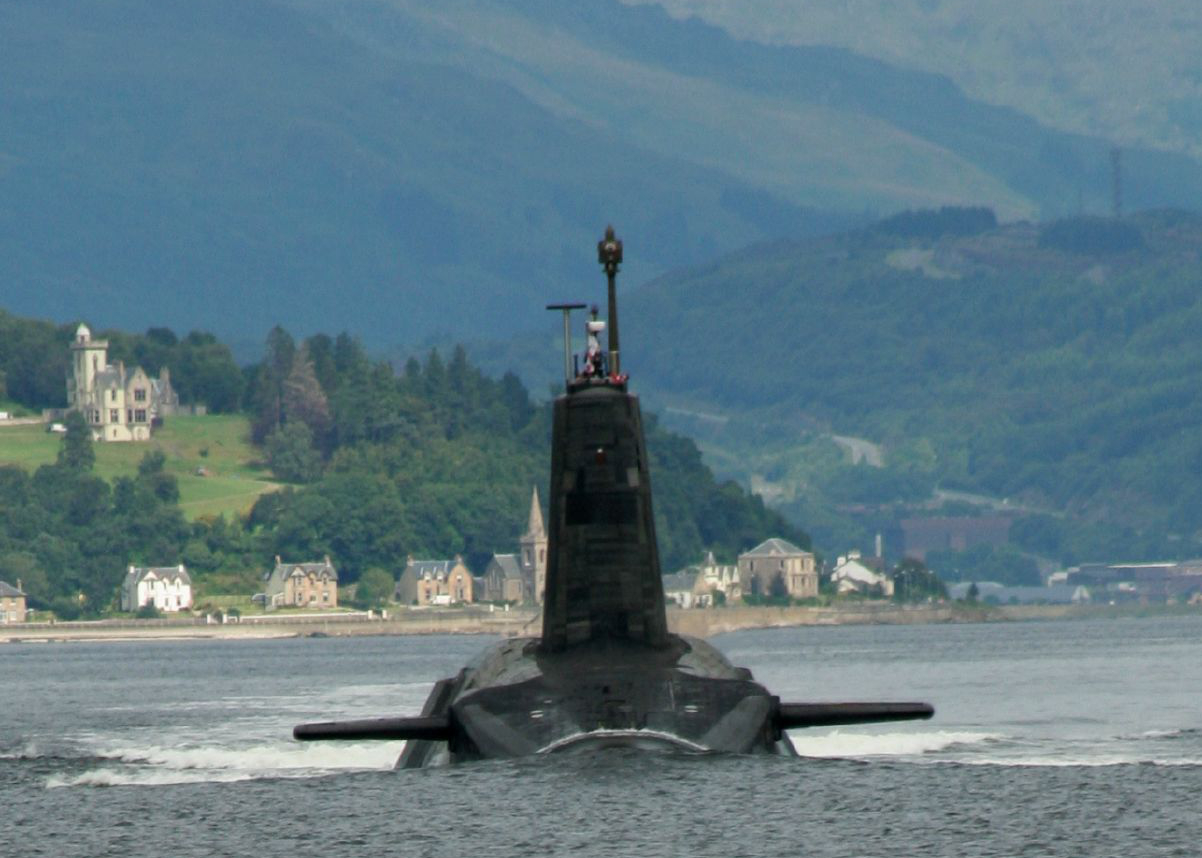
トライデント D5を搭載するヴァンガード級原子力潜水艦

ポラリス売却協定は1962年に改定され、イギリス軍のポラリスを置換するためのトライデント兵器システムのイギリス向けモデル購入にも用いられた。内容はポラリスのためのものとほとんど同じであり、イギリスはトライデント・システムをアメリカから購入し、自国建造のヴァンガード級原子力潜水艦に搭載する。ヴァンガード級1番艦のヴァンガード（HMS Vanguard, S28）は1993年8月に就役した。
イギリス首相マーガレット・サッチャーは1980年7月10日、アメリカ大統領ジミー・カーターに書簡を送り、トライデント I ミサイルの供給を認可するよう要請した。しかしながら、1982年にはサッチャーはレーガン大統領に、アメリカ海軍が導入中のトライデント II (D5)・システムをイギリスが導入出来るよう求める書簡を送った。この要請は、1982年3月に合意に至った。
ポラリス売却協定のもとで、自国に提供される装備に対してアメリカが研究開発に要したとする費用の5パーセントの割り当てを支払う。現在進行中の研究開発を除いて、トライデント研究開発への寄与として支払われた金額は、1億1600万ドルに達する。アメリカ側の供給者はアメリカに設置されたポラリス信託基金（Polaris Trust Fund）を介して支払いを受け取っている。また、イギリス領であったディエゴガルシア島に米軍基地を租借する見返りとして、イギリスは1100万ポンドに上る値引きを受けていた。